# Agathosma subteretifolia
Agathosma subteretifolia är en vinruteväxtart som beskrevs av Neville Stuart Pillans. Agathosma subteretifolia ingår i släktet Agathosma och familjen vinruteväxter. Inga underarter finns listade i Catalogue of Life.